# Нуево-Міранділла
Нуево Міранділла, раніше називався Естадіо Рамон де Карранса — стадіон футбольного клубу Кадіс.

## Історія
Стадіон був побудований з травня 1954 року по серпень 1955 року і відкритий 2 вересня 1955 року під час матчу між Cádiz CF та FC Barcelona, який закінчився з результатом 0-4 на користь каталонської команди.

## Відкриття
2 вересня 1955 року стадіон був урочисто відкритий під назвою Рамон де Карранса Муніципальний стадіон, це була пам'ять про Рамона де Каррансу і Фернандеса Регуеру, мера Кадіса між 1927 і 1931 роками.
Але назву було відкликано і стадіон став називатися «Nuevo Mirandilla».

## Історія
Стадіон був побудований у період з травня 1954 року по серпень 1955 року з інвестиціями в одинадцять мільйонів песет. Технічну групу складали архітектори Мануель Муньос Монастеріо та Фернандес Пухоль, геодезист Фернандо Аккаме та інженер Гонсало для контракту на виконання робіт. Поле мало розміри 106 на 68 метрів, а легкоатлетична доріжка близько 400 метрів. Олімпійська вежа, більш відома як вежа преферансу, мала висоту 30 метрів і містила 15 000 глядачів. Стадіон не мав власного освітлення до 1957 року. Повністю овальна структура зберігалася до 1984 року.

### Попередники
До Нуево Міранділя стадіони, на яких проходили ігри:
- Еспланада, де зараз розташовані верфі
- Поле Лас-Балас, що примикає до готелю Atlántico і яке з 1912 року було передано Real Club de Tiro Nacional de Cádiz для матчів Іспанського де-Кадіса.
- Кампо Ана де Вія, розташована на сусідніх землях нинішньої школи Сан Феліпе Нері. Урочисто відкрито у квітні 1923 року .
- Кампо-дель-Велодромо, де в 1931 році почав грати свої матчі клуб «Міранділла», у теперішньому районі Іспанії.
- Спортивний майданчик Mirandilla, урочисто відкритий 27 серпня 1933 року проти Real Betis .

| PO | гойо      |  |
| DF | Варела    |  |
| DF | cuartango |  |
| DF | гай       |  |
| DF | Ткач      |  |
| DF | pilongo   |  |
| MC | Марі      |  |
| MC | paquito   |  |
| MC | Лев       |  |
| OF | дитина    |  |
| OF | Аяла II   |  |

| PO | Рамаллети   |  |
| DF | послідовник |  |
| DF | Біоска      |  |
| DF | segarra     |  |
| MC | плаває      |  |
| MC | Bosch       |  |
| MC | Менді       |  |
| MC | віллаверде  |  |
| MC | Кубала      |  |
| OF | Луїс Суарес |  |
| OF | розмазати   |  |

|  |

|  | віллаверде  |
|  | віллаверде  |
|  | Луїс Суарес |
|  | Кубала      |

| арбітр            |
| асистенти арбітра |

| PO | гойо      |  |
| DF | Варела    |  |
| DF | cuartango |  |
| DF | гай       |  |
| DF | Ткач      |  |
| DF | pilongo   |  |
| MC | Марі      |  |
| MC | paquito   |  |
| MC | Лев       |  |
| OF | дитина    |  |
| OF | Аяла II   |  |

| PO | Рамаллети   |  |
| DF | послідовник |  |
| DF | Біоска      |  |
| DF | segarra     |  |
| MC | плаває      |  |
| MC | Bosch       |  |
| MC | Менді       |  |
| MC | віллаверде  |  |
| MC | Кубала      |  |
| OF | Луїс Суарес |  |
| OF | розмазати   |  |

|  |

|  | віллаверде  |
|  | віллаверде  |
|  | Луїс Суарес |
|  | Кубала      |

| арбітр            |
| асистенти арбітра |

О 17:30 єпископ Кадіса Томас Гутьєррес Дієс освятив стадіон. У заході взяли участь представники обласної влади інші громадські діячі. Після освячення відбувся парад спортсменів, а о 18:15 розпочався стартовий матч між ФК «Кадіс» та ФК «Барселона».

Панорамний нічний вигляд.

Нічне бачення.

Мозаїка під час матчу Другого дивізіону між командами Cádiz CF та UD Almería.

### Перший ремонт
У 1984 році під керівництвом Мануеля Ірігойена як президента рада Cádiz CF схвалила реконструкцію стадіону Carranza. Це складалося з двох етапів: додавання козирка до зони трибуни та розширення місткості Fondo Norte. Другий мав намір провести зазначену операцію з фондом «Південний», але так і не був здійснений. Роботи розпочалися в травні 1984 року і тривали чотири місяці, урочисто відкривши нові роботи в Трофеї того року. Північний фонд був повністю зруйнований і відновлений. На вже існуючу трибуну додали козирок. До цього додалися будки та радіостанції. Місткість стадіону після цих робіт становила 23 тис. осіб.

### Другий ремонт
До 2 листопада 2002 року було представлено новий проект реконструкції, який суттєво модифікував попередній: було збільшено площу комерційних приміщень, місткість стадіону також встановили приблизно на 20 000 сидячих місць. 31 березня 2003 року почалися роботи. 3 серпня 2005 року відбулося офіційне відкриття робіт першої черги. У нові трибуни Preferencia та Fondo Sur було інвестовано 25 250 000 євро.
Другий етап розпочався з руйнування Fondo Norte 20 листопада 2006 року . Суперечка на цьому етапі почалася з розміщення відеотабло Два відеотабло, запропоновані міською радою, були опубліковані в матчі між Cádiz CF та Real Sporting de Gijón 8 квітня 2007 року з результатом 1-1.
Відеотабло почали виходити з ладу через порив вітру, який поступово погіршувався, і коли через багато років хотіли зайнятися ремонтом, виявили, що компанія, яка їх виготовляла, більше не існує.
Нова трибуна Fondo Norte була урочисто відкрита 13 серпня 2008 року.
Останнім етапом реконструкції стадіону «Рамон де Карранса» було будівництво нової трибуни, яке було завершено в 2012 році. Завдяки цій реконструкції стадіон збільшив свою місткість до 20 724 глядачів.
У листопаді 2015 року міська рада замінила пошкоджені та застарілі вищезгадані два світлодіодні екрани, які були встановлені вздовж вулиць та проспектів міста для надання різноманітної комунальної інформації громадянам.

## Доступність
Поїздом :
- Усі поїзди Renfe, які курсують за маршрутом Кадіс- Херес, зупиняються на станції Estadio, розташованій поруч із спортивним об'єктом.
- Деякі потяги Media Distancia до/з Севільї також зупиняються біля стадіону.[4]

Міським автобусом :
- Лінія 1 зупиняється перед стадіоном на проспекті Хосе Леон де Карранса.
- Лінія 2 зупиняється на Barriada de Loreto, дуже близько до стадіону.
- Лінія 5 зупиняється на Avenida Sanidad Pública за кілька метрів від південного кінця та приблизно за 50 метрів від стадіону.

Міжміським автобусом :
- Поруч зі стадіоном знаходиться зупинка міських автобусів «Бездротовий телеграф» .[5] Автобусна компанія Transportes Generales Comes на маршрутах до Чіклани, Пуерто-Реаль, Ель-Пуерто-де-Санта-Марія, Рота та Сан-Фернандо; і компанії Los Amarillos, на маршрутах Ubrique і Chipiona, зупиняються поруч із місцевим поліцейським відділком біля стадіону.